# Michael Eisner
Michael Dammann Eisner (Mount Kisco, 7 marzo 1942) è un dirigente d'azienda, imprenditore e dirigente sportivo statunitense.
È stato amministratore delegato della Disney dal 22 settembre 1984 al 30 settembre 2005.

## Biografia

### Origini
Nato  a Mount Kisco, nello stato di New York, e cresciuto a Manhattan sulla Park Avenue, frequentò la Allen-Stevenson School e in seguito la Lawrenceville School, laureandosi alla Denison University nel 1964.
Il suo bisnonno Sigmund Eisner fu uno dei primi fornitori di uniformi ai Boy Scouts of America.

### ABC e Paramount
Dopo due brevi periodi passati alla NBC e alla CBS, Barry Diller lo assunse come assistente del direttore nazionale della programmazione della ABC. Fece velocemente carriera, divenendo presto vice presidente incaricato della programmazione e dello sviluppo. Nel 1976 Diller, che nel frattempo era divenuto presidente della Paramount, lo reclutò dalla ABC e lo nominò presidente e direttore generale dello studio cinematografico. Durante la sua permanenza alla Paramount la compagnia produsse film di successo come La febbre del sabato sera, Grease, Star Trek e Beverly Hills Cop, oltre a serie televisive come Happy Days e Laverne & Shirley.
Diller lasciò la Paramount nel 1984, e il suo delfino Eisner si aspettava di poter subentrare nella sua posizione a capo della società. Quando però il posto non gli venne attribuito lasciò la compagnia, e cercò di ottenere la posizione di amministratore delegato della Disney.

### Gli anni della Disney
La Walt Disney Company aveva lottato fino dalla scomparsa del suo fondatore nel 1966, ed era sopravvissuta a stento a tentativi di presa di comando da altre aziende, quando i suoi azionisti Sid Bass e Roy E. Disney assunsero Eisner e l'ex capo della Warner Frank Wells per sostituire Ron W. Miller nel 1984, e dare una svolta all'azienda.
All'atto della sua elezione a CEO della Disney, Eisner si rese protagonista di una curiosa gaffe: durante il suo discorso, egli affermò di essere "felicissimo di lavorare per la Disney" in quanto era "sin da bambino, un grande fan di Mighty Mouse" (personaggio in realtà creato dalla Terrytoons).
Nella seconda metà degli anni '80 e negli anni '90 la compagnia si rivitalizzò, e la divisione film conobbe un'epoca d'oro, con successi annuali talmente regolari che la sua struttura creativa divenne nota come "La formula Disney". Venne ampliata anche l'offerta di film per gli adulti, quando il presidente della Disney Studio, Jeffrey Katzenberg, acquisì la Miramax nel 1993. La Disney acquisì molte altre aziende di media, fra cui la ABC e la ESPN.
Durante i primi anni '90 Eisner e i suoi partner pianificarono "Il decennio Disney", che avrebbe dovuto portare a nuovi parchi a tema in tutto il mondo, a una espansione di quelli esistenti, a nuovi film e a nuovi investimenti nei media. Mentre alcune delle proposte furono effettivamente realizzate, la maggior parte di esse restò inattuata.
Frank Wells morì in un incidente in elicottero nel 1994 (Il film Il re leone uscì circa due mesi dopo in sua memoria). Poco dopo Jeffrey Katzenberg si dimise e formò la Dreamworks con i partner Steven Spielberg e David Geffen, perché Eisner non volle candidare Katzenberg al posto di Wells. Al suo posto Eisner assunse l'amico Michael Ovitz, uno dei fondatori della Creative Artists Agency, con scarso interesse da parte del consiglio di amministrazione della Disney.
Ovitz restò alla società per soli 14 mesi, e lasciò il posto con una buonuscita di 38 milioni di dollari. Questo fatto diede il via a una battaglia legale che coinvolse Eisner e la Disney per 10 anni, trascinandosi fino al 2006.

### La guerra per il salvataggio della Disney e l'espulsione di Eisner
Nel 2003 Roy Edward Disney, il figlio del cofondatore della società Roy O. Disney, si dimise dalla sua carica di vicepresidente della Disney Company e di presidente della Walt Disney Feature Animation, accusando Eisner di "micromanagement" (o microgestione, cioè di gestire le attività a livello di dettaglio troppo elevato, senza delegare i suoi sottoposti, o controllandoli di continuo), dei flop della rete televisiva ABC, di eccessiva insicurezza nella gestione dei parchi a tema, di aver trasformato la Disney in una azienda "rapace e senz'anima", oltre che di aver rifiutato di stabilire un piano di successione e di aver causato una serie di flop cinematografici fino dal 2000.
Il 31 maggio, all'assemblea annuale degli azionisti Disney, il 43% degli azionisti ritirò l'appoggio alla rielezione di Eisner. Questo movimento intestino all'azienda era stato promosso da Roy Disney e da Stanley Gold. La presidenza venne affidata a Mitchell, ma l'assemblea non rimosse immediatamente Eisner dal ruolo di amministratore delegato.
Il 13 marzo 2005 Eisner annunciò di volersi dimettere dalla carica con un anno di anticipo rispetto alla scadenza del contratto. Il 30 settembre si dimise sia da amministratore delegato che da membro del consiglio di amministrazione e tagliò tutti i rapporti formali con la compagnia, rinunciando ai benefit che gli spettavano di diritto, come l'uso di un jet personale e un ufficio nella sede generale dell'azienda a Burbank.
Venne sostituito dal suo ex vice, Robert Iger.

### Il dopo Disney

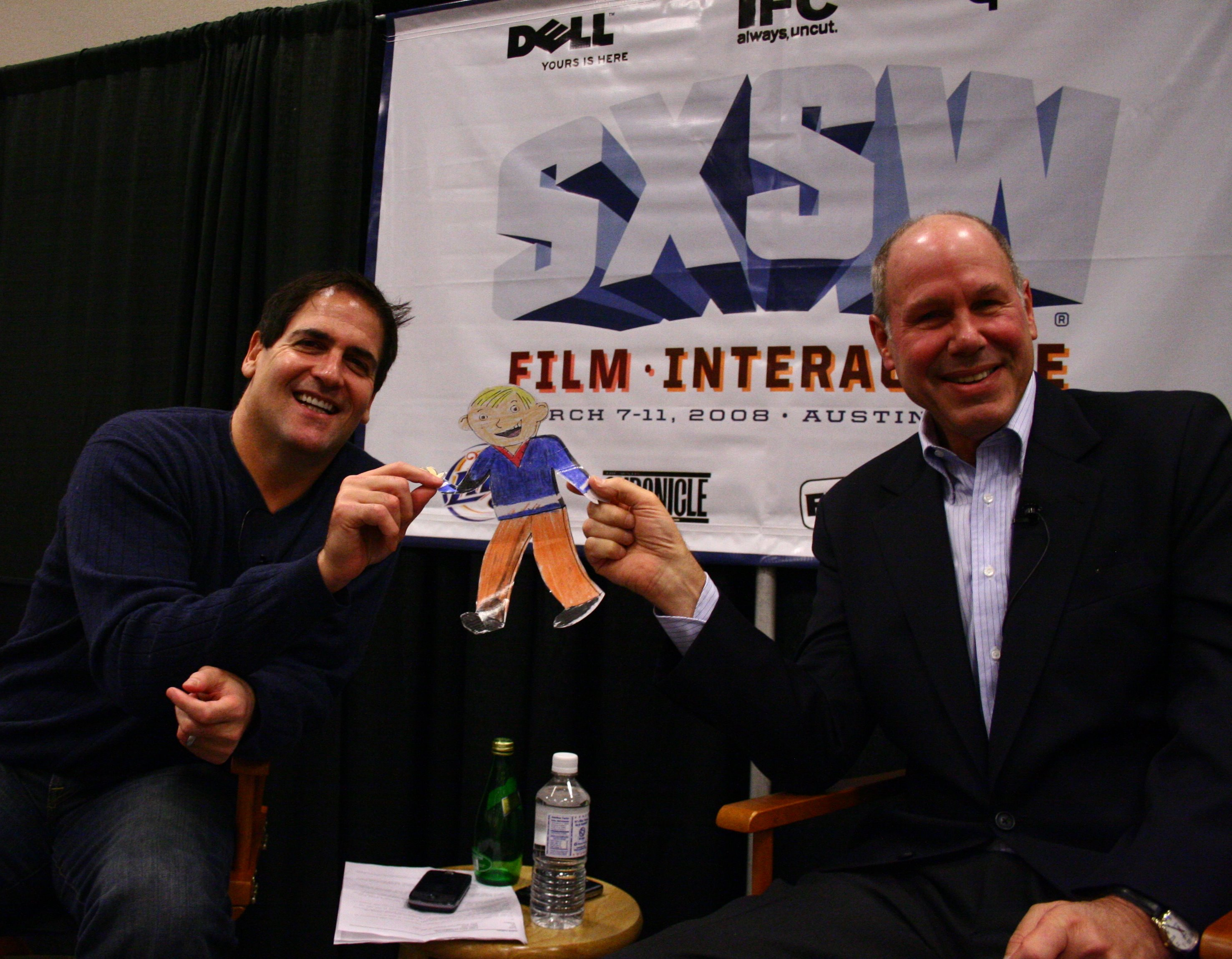
Michael Eisner sulla destra, in compagnia dell'imprenditore Mark Cuban

In seguito a una sua partecipazione a uno show, che ne aveva favorevolmente impressionato il direttore, nel 2006 la CNBC affidò ad Eisner un talk show, Conversations with Michael Eisner. Eisner è anche uno dei produttori esecutivi del programma.
Recentemente i suoi investimenti si sono anche rivolti a una rete di distribuzione di contenuti multimediali su Internet, chiamata Veoh Network.
Nel 2007 la sua società di investimenti Tornante Company ha lanciato uno studio, Vuguru, che dovrebbe produrre e distribuire video per Internet, per dispositivi portatili e telefoni cellulari. "Il concetto è che il contenuto è re", così si espresse Eisner in una intervista. "Quello che guiderà il traffico è l'interesse per l'argomento". La prima serie prodotta dalla Vuguru è stata Prom Queen, creata dal team che lanciò anche SamHas7Friends, nell'aprile 2007. La seconda serie, The All-for-nots, è stata presentata nel marzo 2008.
Attraverso la Tornante, nel 2007 Eisner ha assunto il controllo della Topps, un noto produttore di gomme da masticare.

## Vita privata
Eisner ha tre figli, Breck, Eric e Anders.

## Libri
- Work In Progress (1998) (ISBN 0-375-50071-5)
- Camp (2005) (ISBN 978-0-446-53369-0)